# Thyriochlorota arilla
Thyriochlorota arilla är en skalbaggsart som beskrevs av Ohaus 1922. Thyriochlorota arilla ingår i släktet Thyriochlorota och familjen Rutelidae. Inga underarter finns listade i Catalogue of Life.